# بورخا ویدال
بورخا ویدال (اسپانیایی: Borja Vidal‎؛ زادهٔ ۲۵ دسامبر ۱۹۸۱) بازیکن هندبال و بازیکن بسکتبال اهل اسپانیا است که در تیم ملی هندبال قطر بازی می‌کند.